# Sagrario Torres
María del Sagrario Torres Calderón (Valdepeñas, 8 de marzo de 1922-Madrid, 5 de marzo de 2006) fue una poetisa española.

## Trayectoria
Era hija de los valdepeñeros José Torres Montiel, de profesión carpintero, de ascendientes andaluces, y Mónica Calderón Rubio. Quedó huérfana de padre desde muy niña y se trasladó con su madre y hermano a Madrid, donde su madre puso una pensión; con cinco años ingresó en un internado municipal regentado por monjas de Alcalá de Henares. Sus estudios de bachillerato quedaron interrumpidos por la Guerra Civil; no los volvió a retomar y terminó su instrucción de forma autodidacta. 
Ya en Madrid, empezó a escribir verso y prosa y colabora en los años cuarenta en periódicos y revistas; recibe el premio Concha Espina para escritores noveles en 1942; entabla amistad con el poeta valdepeñero Juan Alcaide, Luis Felipe Vivanco, Leopoldo Panero, Luis Rosales y el pintor y escritor valdepeñero Gregorio Prieto. Formó parte de la tertulia de mujeres poetas Versos con Faldas, impulsada por Gloria Fuertes, Adelaida Las Santas y María Dolores de Pablos entre 1951 y 1953 en Madrid.
En 1970 fue finalista del premio Álamo con Hormigón translúcido. Recibió una beca de creación literaria de la Fundación Juan March en 1973; en 1982 obtuvo otra del Ministerio de Cultura. Con su libro Poemas de La Diana protestó enérgicamente contra la declaración de parque de tiro del paraje natural de Anchuras, al fin convertido en parque nacional.
Su poesía es predominantemente estrófica (sonetos, incluso con la curiosa variante del sonexástrofo: tres cuartetos y tres tercetos; alguna vez liras); su tema más importante es la búsqueda de Dios. En 2005 el Gobierno de Castilla-La Mancha le concedió la Placa al Mérito Regional. Falleció el 5 de marzo del 2006, a punto de cumplir los ochenta y dos años. Su archivo y librería (seis mil títulos) fue donado por su hijo Francisco Javier Torres Calderón al Archivo Histórico Municipal de Valdepeñas. Este ayuntamiento la nombró hija predilecta de la ciudad en 1985 y le dio su nombre a un parque inaugurado ese mismo año.

## Obra
- Primer libro de poesías (1940-1950)
- Segundo libro de poesías (1951-1963)
- Tercer libro de poesías (agosto 1964 a septiembre de 1965).
- Catorce bocas me alimentan. Sonetos.. Madrid, Editora Nacional (1968).
- Hormigón Translúcido. Salamanca (1970).
- Carta a Dios. Madrid. Alfaguara (1971).
- Esta espina dorsal estremecida. Sonetos. Madrid, Oriens (1973); 2.ª ed. Madrid: Torremozas, 2007.
- Los ojos nunca crecen. Poema autobiográfico. Salamanca (1975).
- Regreso al corazón. Madrid, Rialp (1981).
- Íntima a Quijote. Madrid, Asociación de Escritores y Artistas Españoles (1986).
- Poemas de La Diana, Salamanca, 1993.
- Ritmos desde el péndulo de mi vida, Valdepeñas: Ayuntamiento, 2006.
- Estremecido verso. Antología poética. Selección de José María Balcells, Ciudad Real: Diputación, 2006.